# Players Championship de 2002
O Players Championship de 2002 foi a vigésima nona edição do Players Championship, realizada entre os dias 21 e 24 de maio no PC Sawgrass de Ponte Vedra Beach, na Flórida, Estados Unidos. O jogador de golfe australiano Craig Perks sagra-se campeão com 280 tacadas, 8 abaixo do par, seu único título do PGA Tour.

## Local do evento
Esta foi a vigésima primeira edição realizada no campo do Estádio TPC Sawgrass, em Ponte Vedra Beach, Flórida.